# Błonie Małe
Błonie Małe [ˈbwɔɲɛ ˈmawɛ] est un village polonais de la gmina de Bielany dans le powiat de Sokołów et dans la voïvodie de Mazovie, au centre-est de la Pologne.
Il est situé à environ 5 kilomètres à l'est de Bielany, 8 kilomètres au sud-est de Sokołów Podlaski, et à 91 kilomètres à l'est de Varsovie.